# رینالدو الیاس دا کوستا
رینالدو الیاس دا کوستا (به پرتغالی: Reinaldo Elias da Costa) مهاجم اهل برزیل است که در شهر میناس گرایس و در تاریخ ۱۳ ژوئن ۱۹۸۴ به دنیا آمده‌است.
رینالدو الیاس دا کوستا در تیم‌های فوتبال América Mineiro سابقهٔ حضور دارد.